# Мишки (рід)

варіант гербу Корчак

Мишки гербу Корчак — дрібношляхетський та зем'янський рід в Україні.

## Відомості
Каспер Несецький стверджував, що рід Мишок — «єдиний» з родом Боговитинів.
- Федір
- NN — дружина Тихна Киселя
- Михайло — волинський каштелян, староста кременецький
  - Марина — дружина жмудського старости Радзивілла
- Адам — овруцький староста

### Мишки-Холоневські
Одна з гілок роду стали підписуватись Мишки-Холоневські від назви їх маєтку — села Холонів. З часом полонізувалась.

#### Представники
- Михно (Михайло)

- Олехно Мишка-Холоневський, дружина — Анна Козинська
  - Миколай, дружина — Олександра Ободенська
    - Самійло (Самуель), згаданий в 1674 р.
    - Томаш, дружина — Анастасія Острогонська, донька Самуеля Острогонського і Анни Рудакевич
      - Іван (Ян), дружина — Констанція Щеньовська гербу Кушаба, донька Яна Щеньовського і Маріанни Козинської
        - Адам Алоїз (бл.1710†1772 чи 1774) — буський каштелян, дружина — Саломея Контська гербу Брохвич, донька Марціна Контського і Барбари Уршули де Бойєн (de Boyen, von Boien)
          - Ігнацій (бл.1740†1823) — у 1765 році набув від Потоцьких Коломийське староство,[1] королівський камергер (1766), староста щуровецький (з 1771), граф (30.03.1798), дружина — Маріанна Юзефа Гриневецька гербу Пшегоня, донька люблінського воєводи Каєтана Гриневецького і Катажини Стемпковської
            - Станіслав
            - Владислав — граф, 28 січня 1842 отримав підтвердження графського титулу в Російській імперії, безпотомний
            - Адам (бл.1780†1876) — граф, безпотомний
            - Саломея — графиня, дружина князя Юзефа Святополк-Четвертинського (1773†1850)
            - Ян (†1855) — граф, 28 січня 1842 отримав підтвердження графського титулу в Російській імперії, маршалок шляхти володимир-волинського повіту, дружина (бл.1810) — Юзефа Жищевська гербу Побуг (бл.1790†1855), донька любачівського каштеляна Адама Жищевського і Гонорати Мишки-Холоневської
              - Меланія (†1857) — графиня, дружина графа Каєтана Левицького (†1869)
              - Гонората (01.08.1813†01.09.1869) — графиня, двічі одружена: 1-й чол.(бл.1830): Тадеуш Ян Ковнацький гербу Сліповрон (†1830), 2-й чол.(16.10.1839, Хоростків): принц Едуард Франц Людвіг  Ліхтенштейнський (22.02.1809†27.06.1864)
              - Адам Юзеф Маврицій (†1877) — граф, дружина (24.08.1836, Горохів) — князівна Каміла Серафіна Святополк-Четвертинська (1810†1877), донька князя Юзефа Святополк-Четвертинського і графині Саломеї Мишки-Холоневської
                - Ян Непомуцен Францішек Ксаверій (нар.1836) — граф, 24.02.1849 отримав підтвердження свого графського титулу в Російській імперії, дружина (1862) — Марія Борх гербу Три Галки (нар.13.07.1836), донька маршалка шляхти вітебської губернії Михайла Борха і Марії Корсак, нащадків не залишили
                - Габріель (бл.1839†05.08.1841, Горохів) — граф, помер в юному віці
                - Ядвіга (нар.бл.1840) — графиня, дружина (з 1870) Здзіслава Фелікса Богуша гербу Пулкозіц (нар.1835)
                - Едвард (05.02.1846, Засув†13.10.1928) — граф, камергер, дружина (21.04.1891, Рудники) — графиня Гелена Марія Людвіка Борковська гербу Юноша (12.07.1863, Бориничі†11.01.1911, Рудники), донька графа Володимира Маріана Борковського і Валерії Слонецької гербу Кораб
                  - Марія Валерія (нар.01.05.1892 в Рудниках Ляцьких) — графиня

          - Андрій — канонік львівський, луцький катедральний кустош (РКЦ), депутат на Коронний трибунал (1783)
          - Рафаїл (†1819) — граф (30.03.1798 титул наданий імператором Священної Римської імперії Францом II, староста дубненський, коломийський, літинський, мечник великий коронний, дружина — Катажина Жищевська гербу Побуг, донька Войцеха Жищевського, каштеляна любачівського, і Маріанни Суської гербу Помян
            - Андрій Стефан (1793†1856 чи 1853) — граф, отримав підтвердження свого графського титулу в Російській імперії 28.01.1842 і 21.12.1849, маршалок шляхти (предводитель дворянства) літинського повіту, дружина — Ельжбета Ґіжицька гербу Гоздава (бл.1800†1868), донька поручника кавалерії народової Францішека Салезія Ґіжицького і Вероніки Сулятицької гербу Сас
              - Юзеф Адам Маврицій Бартломей (1825†11.03.1882, Янув) — граф,, дружина — графиня Адаміна Аделя Потоцька гербу Пилява (Золота) (19.02.1839 (чи 1841)†09.01.1902, Варшава), донька графа Юліуша Потоцького і Анелі Анни Урсин-Прушицької гербу Равич
                - Станіслав Стефан (28.12.1868, Янув†05.07.1925, Кельменці) — граф, дружина (03.12.1892, Варшава) — Августина Стаженська (Стажинська) гербу Долива (1873†1953), донька Людвіка Стаженського і Людвіки Дверницької гербу Сас
                  - Марія Цецилія (нар.1893, Янув) — графиня
                  - Станіслав Август (нар.бл.1900) — граф
                  - Ружа (Роза) Гелена (нар.22.03.1902, Варшава) — графиня, шлюб (22.09.1928, Самостшель): Генрик Адам Целестин Мальом де ля Рош (Malhomme de la Roche) (нар.1894)
                  - Людвік Ян (нар.05.05.1904) — граф
                  - Зофія Магдалена (13.10.1905†08.10.1997, Люблін) — графиня

                - Анджей (Андрій) (січень 1872†1952) — граф, дружина (18.10.1901, Київ) — Тереза Фронцкевич-Радзимінська гербу Бродзиць (†1950)
                  - Марія Анеля (нар.бл.1900, Янів) — графиня, шлюб (12.07.1927, Варшава) — Джеймс Брайс Кларк
                  - Тереза (1902, Янів)†26.09.1977) — графиня, шлюб (18.09.1926, Варшава) — Антоній Дмоховський гербу Побуг (06.12.1896, Сарнув†23.12.1983, Лодзь) — доктор філософії

                - Ельжбета — графиня, дружина (02.08.1883, Янув) графа Марціна Ігнація Дзєдушицького гербу Сас (11.11.1840, Сихів†31.10.1912, Станькув)
                - Адаміна Аделя — графиня, дружина (16.10.1888, Янів) — Кароль Стажинський гербу Долива (нар.09.08.1853)
                - Марія Францішка — графиня

            - Емілія — графиня, дружина графа Миколая Грохольського гербу Сирокомля (11.09.1781†09.10.1864), подільського губернатора, доводилась чоловікові двоюрідною сестрою
            - Марія Цецилія — графиня, черниця
            - Стефан (†1846) — граф, безпотомний
            - Станіслав (23.03.1791, Янів†21.08/03.09.1846, Кам'янець-Подільський) — граф, ксьондз, доктор теології, прелат-адміністратор подільської дієцезії РКЦ, безпотомний

          - Францішек Ксаверій (між 1748 і 1751†19.09.1830, Львів) — граф (30.03.1798 титул наданий імператором Священної Римської імперії Францом II, ловчий великий коронний (з 1788), чесник великий коронний галицький, таємний радник імперії Габсбургів, обдружений небув, нащадків не залишив
          - Алоїз
          - Гонората (нар.бл.1750) — дружина (1775) любачівського каштеляна Адама Жищевського гербу Побуг (1748†1808, Увин)
          - Колета (1774†13.03.1840) — друга дружина (26.08.1790, Варшава) князя, перемиського каштеляна Антонія Станіслава Четвертинського (1748†1794)
          - Людвіка Домініка  — черниця-домініканка
          - Цецилія — дружина брацлавського воєводи Марціна Грохольського гербу Сирокомля (1727†1807).[1]

## Мишки-Варковські
Мишки-Варковські — нащадки Федора Богдановича Мишки (р. н. невід. — п. після 1539), дідича на Варковичах Луцького повіту (нині село Дубенського р-ну Рівнен. обл.). Найвідомішим представником цієї гілки роду був син Федора Михайло М.-В. (бл. 1530 — жовтень 1605), який починав свою стрімку кар'єру при дворі короля польського і великого князя литовського Сигізмунда II Августа (1553–65) як господарський дворянин та польний писар, 1561–63 — мозирський підстароста великого литов. гетьмана, мозирського старости Миколая Радзивилла, 1564–66 — королів. ротмістр. Упродовж життя обіймав уряди річицького (1565–67), гомельського (1568–94) та овруцького (1572–78) старости (див. Староство); 1570–71 був справцею Київського воєводства. Завдяки підтримці потужного клану князів Радзивиллів 1572 отримав привілей на волин. каштелянство (див. Каштелян) і, таким чином, першим (і останнім) у роду посів місце в сенатіРечі Посполитої. Дідич містечка і замку Варковичів, сіл Варковичі, Молодова (нині с. Молодова Перша; обидва села Дубенського р-ну), частин у Серниках (нині село Зарічненського р-ну; усі Рівнен. обл.), Бородчичах і Холоневі Луцького повіту Волинського воєводства. Народившися в правосл. родині, у зрілому віці прийняв вчення однієї з протестантських течій, згодом навернувся на католицизм; похований у фундованій ним же Варковицькій римо-катол. каплиці поруч із дружиною Ядвігою Збонською з Курова. У шлюбі з нею мав чотирьох дітей: Абрама, Миколая, Станіслава і Марушу, дружину великого литов. маршалка і ген. жмудського старости кн. Станіслава Радзивілла. З них Абрам М.-В. (р. н. невід. — п. 4 жовтня 1604) — овруцький староста (1578—1604) і волин. стольник (1580–93), а Станіслав М.-В (р. н. невід. — п. бл. 1623) — королів. коморник. Рід вигас у 1-й пол. 17 ст.